# 竹江汐路桥
竹江汐路桥，又名达路桥，是位于今中华人民共和国福建省霞浦县沙江镇竹江村与小马村之间的一座清代古桥梁，东西连接陆地和竹江岛，亦是全中国最长、保留最完整的古代石埕桥。汐路桥因建造于滩涂上，且涨潮时淹没于水中，退潮才可行走而得名，2009年11月16日入选第七批福建省文物保护单位。

## 历史
汐路桥的建造与竹江岛息息相关。该岛坐落在霞浦县沙江镇的东吾洋海域，陆地距岛最近的沙江村与之相距0.7海里（约1.3公里）。早在宋代竹江便有居民迁入定居，而较早定居竹江的郑姓居民在明朝宣德年间迁入，后陆续有他人迁入。随着岛上商旅事业日渐繁盛，岛民亦益苦于对外交通的不便。此前为沟通两岸，岛上居民在滩涂上铺上沙子充作道路使用，但这种路只能光脚通行，仍不能满足居民的需要。到了清朝时期，遂有当地乡绅郑绣轩倡建桥梁将岛屿与陆地相连，但他终其一生都未促成动工。
嘉庆十六年（1811年），郑绣轩之子郑启昂继承父亲的遗志，斥巨资历经三年，终建成此桥。建成后不久，桥梁遭潮水冲垮，郑启昂之子郑琼森又进行过三次大修。此后，桥梁成为竹江岛与陆地的重要交通要道。郑氏订立族规，要求世代护桥，郑氏后人会派专人每日洗桥，从自家产业中抽取资金用以桥梁维护。中华人民共和国成立后，竹江村与沙江村之间开通了轮渡，汐路桥的作用逐渐被轮渡所取代。2009年，竹江汐路桥入选第七批福建省文物保护单位。

## 建筑

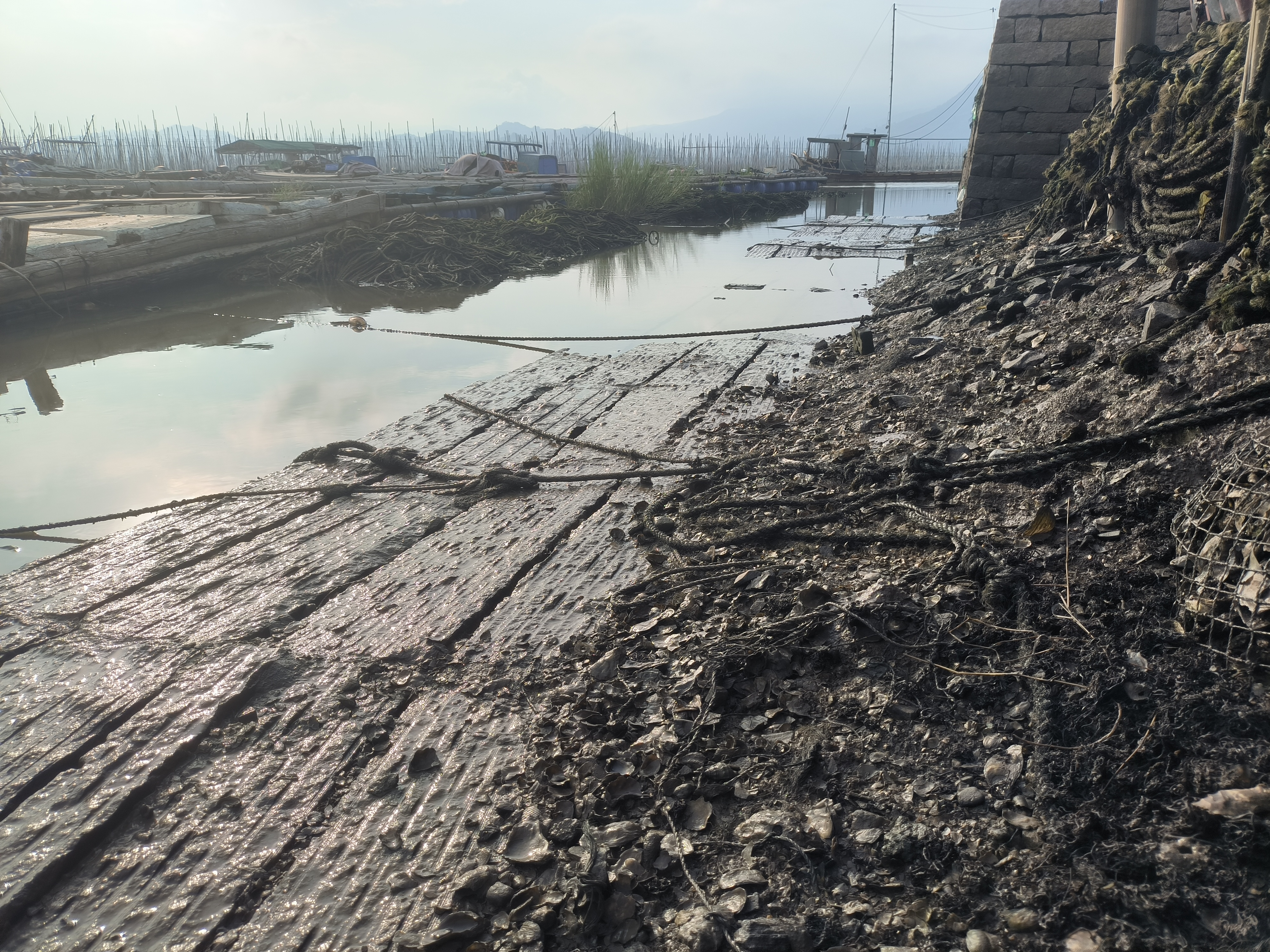
被潮水淹没的汐路桥，摄于竹江岛一侧

竹江汐路桥坐落于滩涂之上，长3651米，宽1.2米—1.8米不等，途径六座跨越港汊的石桥，最高处2.9米，其中部分桥孔分上下两层，边上有小孔，起到防潮、排潮的作用。为避免桥上来往行人在交会时碰到，桥梁每隔一定距离会设置石垛。建造工艺上，汐路桥的桥基以松树打桩，铺垫以草皮杂木，再铺筑横竖三层砌成的条石，并使用“牡蛎固基法”来减少潮水对桥墩的冲击，该法与泉州洛阳桥的固基方式相同。受潮汐的影响，汐路桥每天只能在特定的时间段通过，官方曾对汐路桥的可通过时间进行过测算，并将依照每个月农历制定的潮汐表公布在桥的旁侧供行人参考。